# Gregory Chamitoff
Gregory Errol Chamitoff (Montreal, 6 de agosto de 1962) es un ingeniero y astronauta estadounidense de la NASA. Fue asignado a la Expedición 17 y voló a la Estación Espacial Internacional en la STS-124, lanzada el 31 de mayo de 2008. Estuvo en el espacio durante 6 meses, uniéndose a la Expedición 18 después de que la Expedición 17 dejara la estación. Regresó a la Tierra el 30 de noviembre de 2008 a bordo de la STS-126. Chamitoff sirvió como especialista de misión en la misión STS-134, que fue el último vuelo del transbordador espacial Endeavour que llevó el Espectrómetro Magnético Alpha a la ISS.